# Jacques Morali
Pour les articles homonymes, voir Morali.
Jacques Morali, né le 4 juillet 1947 dans le 3e arrondissement de Paris, et mort le 15 novembre 1991 à Neuilly-sur-Seine, est un auteur-compositeur français de musique disco. Il est connu pour être le coproducteur (avec Henri Belolo) du groupe Village People.

## Biographie
Jacques Morali est d'abord vendeur dans un magasin de disques à l'aéroport d'Orly, puis décide de se lancer dans une carrière musicale. Il débute à la fin des années 1960 en composant à Paris des musiques pour orchestres, pour le Crazy Horse, pour lui-même (il interprète en 1967 Elle aime, elle n’aime pas), mais aussi pour des interprètes comme Peter Fersen. En 1971, à 24 ans, il devient directeur artistique de la maison de disques Polydor.
Au début des années 1970, il rencontre Henri Belolo. 
Début 1975, Jacques Morali intéresse Henri Belolo en lui proposant d’adapter la chanson brésilienne Brazil d’une comédie musicale interprétée par Carmen Miranda. L’idée de Morali est d’essayer de faire un enregistrement pour les discothèques. Séduit par l’idée, Henri part avec Jacques à Philadelphie au studio Sound Sigma. Après un casting rapide, trois jeunes filles (Cheryl Jacks, Cassandra Wooten et Gwendolyn Oliver) sont recrutées et le groupe The Ritchie Family est formé,,,.
À partir de ce premier succès, les deux hommes travaillent sur le concept Disco naissant, l’un comme compositeur, et l’autre comme auteur et éditeur (Black Scorpio). Ils vendent cent mille singles. 
Par la suite, Casablanca Records les signe, et Henri et Jacques recrutent d'autres chanteurs (Glenn Hughes, Alex Briley, David Hodo , Randy Jones). Morali développe le concept du groupe Village People en s'inspirant de figures stéréotypées de la communauté gay de Greenwich Village à New-York,, non sans rappeler les illustrations de Tom of Finland,. WBLS radio et le DJ Frankie Crocker commencent à passer les disques de Village People, puis ce sont les hit-parades sur les télévisions, les spectacles… Macho Man suit avec le même succès que San Francisco. En 1978, Jacques découvre un lieu particulier, le YMCA (The Young Men Christian Association), lieu d’accueil et également de rencontres. Jacques Morali commence à fredonner Young Man… Young Man… : 6 000 000 d’albums 33-tours sont vendus dans le monde entier.
Par la suite, il co-compose avec Patrick Juvet et Victor Willis (Village People) des titres comme I Love America, Viva California, pour Régine, Dalida, Eric Russell, Mimi Coutelier, Eartha Kitt, Phylicia Rashad, Patricia Norton, Julius Brown, Starlight, Diva, Dennis Parker, David London, Break Machine, Wayne Scott pour le film Rambo, Pia Zadora, etc. C’est aussi au début des années 1980 qu’il compose les jingles pour la station de radio naissante NRJ. Il est le compositeur ou l’auteur de près de 362 œuvres musicales enregistrées auprès de la Sacem.
Jacques Morali est contaminé par le VIH au milieu des années 1980 et meurt du sida en 1991 à Neuilly-sur-Seine,,. Il est enterré au cimetière de Vence.